# Užur
Užur è una città della Russia siberiana meridionale (Territorio di Krasnojarsk). È il capoluogo del rajon Užurskij.
Sorge fra i rilievi delle alture di Solgon e le propaggini occidentali del Kuzneckij Alatau, sulle sponde dei fiumi Užurka e Černavka, 339 km a sudovest di Krasnojarsk.